# Erdoğan Gökçen
Erdoğan Gökçen (* 1934) ist ein ehemaliger türkischer Fußballspieler.

## Karriere
Erdoğan Gökçen begann seine Karriere 1956 bei Beykozspor. Mit Beykozspor spielte er zwei Jahre lang in der İstanbul Profesyonel Ligi. Gökçen wechselte 1958 zu Adalet SK und kam in drei Jahren zu 59 Spielen und erzielte 20 Tore. Beşiktaş Istanbul wurde auf ihn aufmerksam und verpflichtete ihn zur Saison 1960/61. Nach zwei Spielzeiten für die Schwarz-Weißen wechselte Gökçen zum Stadtrivalen Galatasaray Istanbul.
Mit Galatasaray wurde Gökçen am Ende der Saison 1962/63 türkischer Meister. Später folgten Transfers zu Vefa Istanbul und Adanaspor.

## Erfolge
Galatasaray Istanbul
- Türkischer Meister: 1963

Vefa Istanbul
- Zweitligameister: 1965

## Weblink
- Spielerprofil auf mackolik.com

| Personendaten    | Personendaten             |
| ---------------- | ------------------------- |
| NAME             | Gökçen, Erdoğan           |
| KURZBESCHREIBUNG | türkischer Fußballspieler |
| GEBURTSDATUM     | 1934                      |